# Bagdad (Florida)
Bagdad ist ein census-designated place (CDP) im Santa Rosa County im US-Bundesstaat Florida mit 4467 Einwohnern (Stand: 2020).

## Geographie
Bagdad liegt unmittelbar südlich von Milton sowie rund 35 km nordöstlich von Pensacola. Der CDP wird von der Interstate 10 tangiert.

## Demographische Daten
Laut der Volkszählung 2010 verteilten sich die damaligen 3761 Einwohner auf 1632 Haushalte. Die Bevölkerungsdichte lag bei 413,3 Einw./km². 84,6 % der Bevölkerung bezeichneten sich als Weiße, 8,7 % als Afroamerikaner, 1,0 % als Indianer und 1,2 % als Asian Americans. 0,7 % gaben die Angehörigkeit zu einer anderen Ethnie und 3,8 % zu mehreren Ethnien an. 3,0 % der Bevölkerung bestand aus Hispanics oder Latinos.
Im Jahr 2010 lebten in 33,4 % aller Haushalte Kinder unter 18 Jahren sowie 28,8 % aller Haushalte Personen mit mindestens 65 Jahren. 70,8 % der Haushalte waren Familienhaushalte (bestehend aus verheirateten Paaren mit oder ohne Nachkommen bzw. einem Elternteil mit Nachkomme). Die durchschnittliche Größe eines Haushalts lag bei 2,56 Personen und die durchschnittliche Familiengröße bei 3,00 Personen.
26,3 % der Bevölkerung waren jünger als 20 Jahre, 25,0 % waren 20 bis 39 Jahre alt, 27,3 % waren 40 bis 59 Jahre alt und 21,3 % waren mindestens 60 Jahre alt. Das mittlere Alter betrug 39 Jahre. 49,2 % der Bevölkerung waren männlich und 50,8 % weiblich.
Das durchschnittliche Jahreseinkommen lag bei 44.036 $, dabei lebten 11,7 % der Bevölkerung unter der Armutsgrenze.
Im Jahr 2000 war Englisch die Muttersprache von 100 % der Bevölkerung.

## Sehenswürdigkeiten
Am 8. Dezember 1987 wurde der Bagdad Village Historic District in das National Register of Historic Places eingetragen.

## Wirtschaft
Eine nennenswerte Industrie gibt es nicht. Die hauptsächlichen Beschäftigungszweige sind: Ausbildung, Gesundheit und Soziales: (18,0 %), Handel / Einzelhandel: (13,8 %), Produktion: (11,2 %), Baugewerbe: (13,8 %).

## Schulen
- Bagdad Elementary School

## Söhne und Töchter
- Mark Everett (* 1968), Sprinter und Mittelstreckenläufer
- Bubba Watson (* 1978), Profigolfer